# Макарей (син на Хелиос)
Вижте пояснителната страница за други значения на Макарей.
Макарей (на старогръцки: Μακαρέας, Μακαρεύς, Macareus) в древногръцката митология е цар на Лесбос. Син е на Хелиос и нимфата Рода в Родос.
Той и братята му Триоп, Актий и Кандал убиват брат си Тенаг от завист, понеже е по-надарен в астрологията. Те бягат след това от Родос. Макарей отива на остров Лесбос и става цар. Баща е на Кидролай, Митилена, Кидролао и Метимна.